# Pilani Bubu
Pour les articles homonymes, voir Bubu.
Pilani Bubu, née en 1984, est une chanteuse, danseuse, conteuse et musicienne sud-africaine.

## Biographie
Elle est née en 1984 à Umtata au Transkei (actuelle Mthatha dans la province du Cap-Oriental), un bantoustan réservé à la population xhosa durant l’apartheid .
Elle mène des études supérieures, notamment  à l’université de Pretoria, ou elle obtient un BComm (en) (Bachelor commercial) : Droit, marketing et gestion des affaires, puis un certificat en principes de recherche marketing à l'université de Géorgie, aux États-Unis, jusqu’en 2010.
En 2011, après un passage en entreprises, elle se lance dans des activités artistiques, dont, dans le domaine musical une activité d’auteure-compositrice interprète. Mais elle est aussi passionnée de design, de décoration et d’architecture d’intérieur, et présente des émissions dans ces domaines pour différentes chaînes de télévision et émissions (notamment les chaînes de SABC) . Elle sort en 2012 un premier EP, Journey Of A Heart,. Puis l’album  Warrior of Light en 2016 et Folklore : Chapter 1 en 2019, avec des singles radio tels que Boom Che et Baile. Sur le clip officiel du titre Boom Che, elle déambule dans le marché de Makola, à Accra, au Ghana, avec un texte qui rend hommage aux femmes. Le titre Baile évoque les violences conjugales. L’album Folklore : Chapter 1  se voit décerner un prix (Best African Adult Contemporary Album) aux South African Music Awards en 2020. Elle y chante ou slame ses propres textes en xhosa, mpondo, zoulou et anglais. Une suite est prévue en 2023 pour cet album où elle veut transmettre l’héritage du patrimoine musical sud-africain aux nouvelles générations.
Elle se produit également sur des scènes européennes, américaines et africaines, à La Nouvelle-Orléans, en Roumanie, au Ghana, au Mozambique, en Angleterre et, bien sûr, en Afrique du Sud,. En septembre 2021, elle est ainsi invitée à la 45e édition du festival Musiques métisses d’Angoulême en France, dans le cadre de la saison culturelle Africa2020.
Fin mars 2022, elle sort un nouvel EP, Lockdown Lovestory, écrit et enregistré pendant la pandémie, et consacré à une relation amoureuse à distance pendant les phases de confinement. Cet EP est précédé de deux singles sortis début mars, As We Lay et Pendulum Swing.